# Ministro da Guerra (Áustria-Hungria)

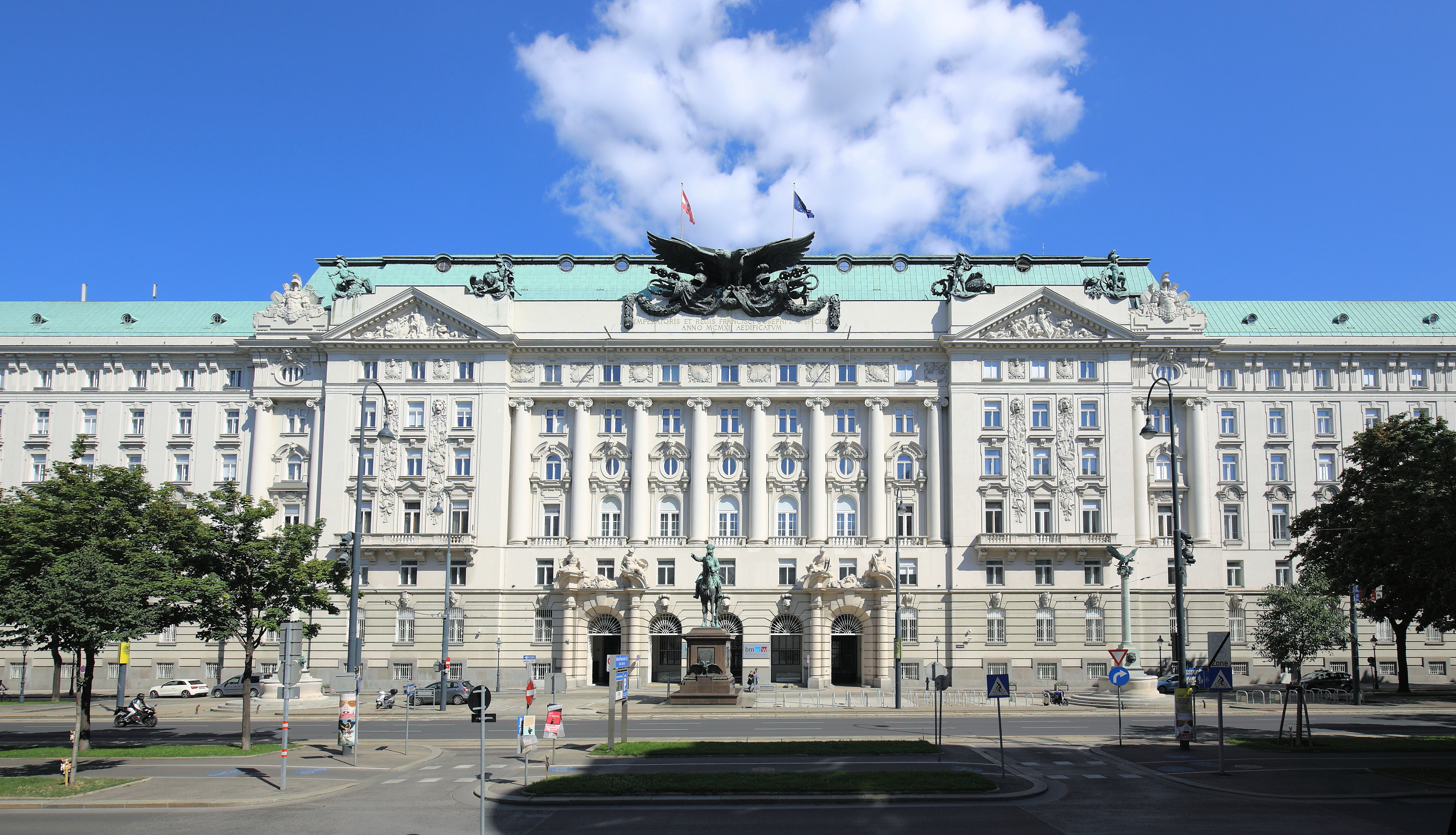
Edifício do Ministério da Guerra na Ringstraße, Viena

O Ministro Imperial e Real da Guerra (em alemão: K.u.k. Kriegsminister; em húngaro: cs. és k. hadügyminiszter), até 1911: Ministro da Guerra do Reich (Reichskriegsminister; birodalmi hadügyminiszter), foi o chefe de um dos três ministérios comuns compartilhados pelos dois estados que compunham a monarquia dual da Áustria-Hungria, desde sua criação no Compromisso de 1867 até sua dissolução em 1918.
O Exército Comum Austro-Húngaro (Gemeinsame Armee) e a Marinha Austro-Húngara (K.u.k. Kriegsmarine) eram instituições compartilhadas pelas partes constituintes da monarquia dual, embora tanto a Áustria quanto a Hungria possuíssem seus próprios ministérios de defesa encarregados da administração interna das tropas nacionais (ou seja, o K.k. Landwehr e Magyar Királyi Honvédség), conhecido como K.k. Ministerium für Landesverteidigung e K.u. Honvédministerium respectivamente.

## Titulares
De acordo com a Lei de Delegações de 21 de dezembro de 1867, o Ministro da Guerra, juntamente com o Ministro das Finanças e o Ministro da Casa Imperial e Real e do Exterior, formaram o Conselho de Ministros dos Assuntos Comuns, sob a direção do Ministro das Relações Exteriores. Os três ministros imperiais e reais eram nomeados e exonerados pelo próprio Imperador da Áustria e Rei da Hungria.
Até 1911, os ministros eram chamados de Ministros da Guerra do Reich. Com a ascensão de Moritz von Auffenberg, atendendo aos pedidos húngaros de não serem resumidos a um reino austríaco que não consistisse nas terras húngaras da época, os ministros foram chamados de Ministros Imperiais e Reais (k.u.k.) Ministros da Guerra. 
A influência do Ministro da Guerra Austro-Húngaro era limitada, devido à rivalidade entre o Ministro-Presidente Austríaco e o Primeiro-Ministro da Hungria. Além disso, era o Imperador que atuava como comandante-em-chefe do Poder Armado Imperial e Real, servido por sua chancelaria militar pessoal e representado por um Inspetor Geral, cargo ocupado pelo Marechal de Campo Arquiduque Alberto da Áustria-Teschen de 1869 a 1895. Seu sucessor, General da Cavalaria e Almirante Arquiduque Francisco Ferdinando da Áustria-Este, em 1906, conseguiu a demissão do Ministro Pitreich e do Chefe do Estado-Maior Geral , Friedrich von Beck-Rzikowsky, de 76 anos, que foi substituído pelo confidente de Francisco Ferdinando, o Marechal de Campo Tenente Franz Conrad von Hötzendorf. Demitido em 1911, mas novamente nomeado junto com o Ministro Alexander von Krobatin durante as Guerras dos Balcãs de 1912, Conrad agiu de forma autônoma, sendo diretamente responsável perante o imperador. Na Crise de Julho de 1914, após o assassinato de Francisco Ferdinando, ele e o Ministro Krobatin declararam que as forças armadas austro-húngaras estavam "preparadas para a guerra".
Em 30 de outubro de 1918, o Imperador Carlos I da Áustria atribuiu o comando naval ao recém-criado Estado Iugoslavo dos Eslovenos, Croatas e Sérvios. Após o Reino da Hungria deixar a união real com a Áustria no dia seguinte, o último ministro austro-húngaro, Stöger-Steiner, teve que supervisionar a liquidação das tropas cisleitânicas restantes. Após a renúncia do Imperador Carlos em 12 de novembro, ele passou a responder a um secretário de Estado do Exército do governo republicano germano-austríaco sob o chanceler Karl Renner. O "Ministério da Guerra em Liquidação" foi renomeado "Agência de Liquidação Militar" em 1920, quando o Ministério Federal Austríaco do Exército foi estabelecido. Ele só foi dissolvido em 1931.

## Ministério da Guerra

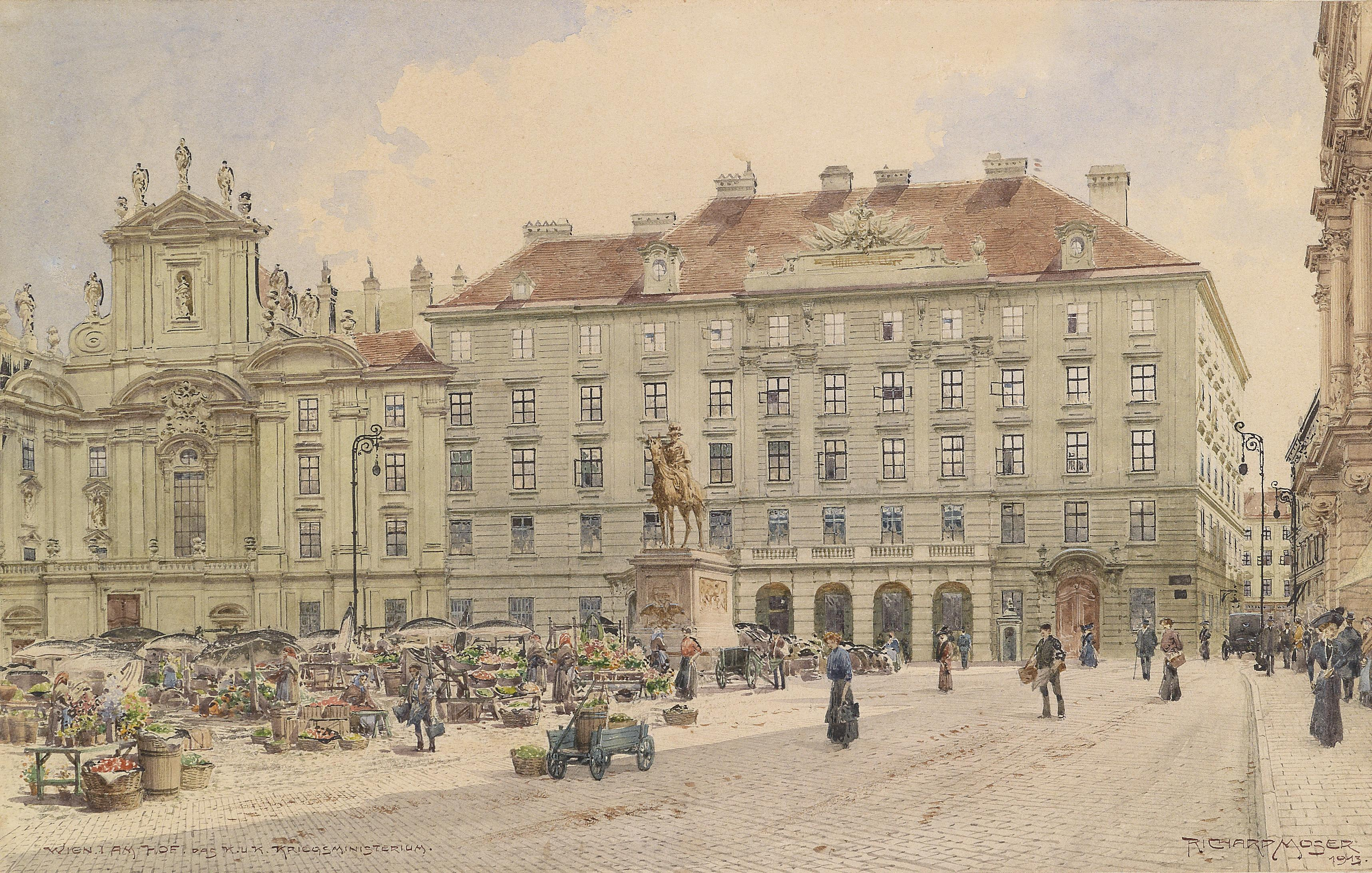
Edifício do Ministério da Guerra da Áustria, Am Hof, demolido em 1913

O Ministério estava inicialmente localizado na sede histórica do Hofkriegsrat, o Conselho da Corte de Guerra servindo aos monarcas dos Habsburgos em Am Hof praça no centro Innere Stadt bairro de Viena. Após a dissolução do Conselho na Revolução de 1848, o edifício abrigou o Ministério da Guerra do Império Austríaco; o Ministro Theodor Franz Baillet von Latour foi linchado em frente ao edifício durante a Revolta de Outubro.
De 1909 a 1913, a imponente sede neoclássica do Ministério da Guerra Imperial e Real na Ringstraße O boulevard, a última sede do departamento, foi erguido de acordo com os planos do arquiteto Ludwig Baumann, que também construiu a Academia Oriental, atual embaixada dos EUA. Inaugurado em 1º de maio de 1913, durante o reinado do Imperador Francisco José I e o mandato do Ministro Krobatin, ainda pode ser visto em Viena hoje; é oficialmente chamado de Prédio do Governo (Regierungsgebäude) e serve como sede do Ministro da Economia, do Ministro dos Assuntos Sociais e do Ministro da Agricultura e Meio Ambiente. Em frente ao prédio do ministério Am Hof bem como, desde 1913, do edifício existente fica o monumento equestre do Marechal de Campo Joseph Radetzky, o líder militar mais venerado da monarquia austríaca, projetado por Kaspar von Zumbusch.
A Seção Naval do Ministério (k.u.k. Marinesektion) tinha prédio próprio na Vordere Zollamtsstrasse, esquina da Marxergasse, atrás da sede, e ainda existente. Do lado de fora deste edifício, estão expostos os brasões de 16 portos imperiais e reais da Costa Adriática.